# Sportanlage Edelhof
Die Sportanlage Edelhof (auch Waldviertler-Sparkasse-Arena) ist ein Fußballstadion in der Zwettler Katastralgemeinde Edelhof, Niederösterreich. Sie ist seit 2008 Heimstätte des Fußballvereins SC Zwettl und besitzt ein Fassungsvermögen von 2000 Plätze, davon rund 600 Sitzplätze. Die Sportanlage wurde als Ersatz für das Zwettltal-Stadion erbaut, da dieses nach mehreren Überflutungen in den 2000er-Jahren mehrmals beschädigt wurde.

## Allgemeines

### Lage und Verkehrsanbindung
Die Sportanlage wurde 2008 am westlichen Rand der Katastralgemeinde Edelhof im Bezirk Zwettl nahe der Trabrennbahn errichtet. Erreichbar ist die Sportanlage mit dem Auto über die L8253 von Rudmanns bzw. Zwettl, von Horn über die Böhmerwald Straße B38 und von Krems an der Donau aus über die Kremser Straße B37. Über den Nahverkehr ist die Sportanlage nur von Zwettl aus mit der Buslinie 1 an Werktagen von 7 bis 18 Uhr erreichbar.

### Stadioncharakteristik
Die Sportanlage Edelhof ist ein reines Fußballstadion, dies bedeutet, dass es keine Laufbahn um das Spielfeld gibt und die Zuseher direkt neben dem Spielfeld sitzen oder stehen. Es hat eine überdachte Sitzplatztribüne im Westen mit über 600 Sitzplätze; die weiteren Bereiche um das Spielfeld sind nicht begehbar. Die Anlage verfügt über einen Naturrasenplatz (111 × 74 m) mit einer 4-Masten-Flutlichtanlage, modernen Kabinen, einer großangelegten Kantine auf der Haupttribüne, einen Parkplatz für 310 Fahrzeuge sowie einen weiteren Trainingsplatz (106 × 68 m) mit automatisierter Bewässerungsanlage auf der Rückseite der Haupttribüne.

## Geschichte

### Planung und Bau
Infolge mehrerer Überschwemmungen des Zwettltal-Stadions (unter anderem nach dem Hochwasser in Mitteleuropa 2002) mit anschließender starken Beschädigungen beschloss der Zwettler Gemeinderat in der Sitzung vom 3. Oktober 2006 den Bau der neuen Sportanlage; als Standort wurde Edelhof im Osten des Zwettler Gemeindegebiets ausgewählt. Die Planung übernahm das Architekturbüro von Gerhard Mitterberger, die Errichtung wurde von der Firma Swietelsky getätigt. Die Kosten für den Bau betrugen 2,3 Millionen Euro, die Finanzierung wurde durch das Land Niederösterreich, die Stadtgemeinde Zwettl und dem Niederösterreichischen Fußballverband gesichert. Der Spatenstich erfolgte am 23. Oktober 2006 durch unter anderem die Landesrätin Petra Bohuslav sowie dem Bürgermeister von Zwettl Herbert Prinz.

### Eröffnung und weitere Nutzung
Die Sportanlage Edelhof wurde am 1. August 2008 durch den Landtagsabgeordneten Franz Mold beim ersten Meisterschaftsspiel zur Regionalliga-Ost-Saison 2008/09 zwischen dem SC Zwettl und dem SV Würmla eröffnet; das Spiel endete mit einer 1:3-Niederlage für die Heimmannschaft.
Am 18. August 2023 erfolgte die Umbenennung in Waldviertler-Sparkasse-Arena aufgrund einer neuen Sponsoren-Partnerschaft.